# Acero (John Henry Irons)
Acero (Steel en inglés y cuyo nombre es John Henry Irons) también conocido como el Hombre de Acero, es un personaje ficticio, un Superhéroe en el Universo DC. Introducido en 1993 como uno de varios reemplazos para el entonces fallecido Supermán, Acero siguió siendo un superhéroe independiente después de la resurrección de Supermán. Recibió su propia serie en curso que lo vio moverse de Metrópolis a Washington D. C. y se unió a la Liga de la Justicia en la JLA de Grant Morrison. Posteriormente fue el mentor de su sobrina Natasha Irons quien se convirtió en una superheroína.
El personaje fue interpretado por Shaquille O'Neal en la adaptación cinematográfica de 1997 del mismo nombre. Wolé Parks interpreta al personaje de la serie de televisión del Arrowverso, Superman & Lois.

## Historia de publicación
Apareció por primera vez en The Adventures of Superman #500 (junio de 1993), es el segundo personaje conocido como Steel y fue creado por Louise Simonson y el artista Jon Bogdanove. Los aspectos del personaje están claramente inspirados por el héroe Afroamericano John Henry, así como por Supermán.

## Biografía del personaje

### La Muerte de Superman: El Hombre de Acero
El doctor John Henry Irons era un ingeniero de armas brillante para AmerTek Industries, que eventualmente se disgustó cuando el BG-60, un poderoso cañón de energía portátil que había diseñado, cayó en manos equivocadas y fue utilizado para matar a personas inocentes. Como la compañía le habría coaccionado para retener sus servicios, John fingió su muerte, y finalmente llegó a Metrópolis. Mientras trabajaba en un trabajo de construcción en lo alto de un rascacielos, se cayó mientras salvaba a un amigo del mismo destino. Su propia vida fue salvada por nada menos que Supermán. Cuando John Irons le preguntó cómo podía mostrar su gratitud, Supermán le dijo que "viviera una vida digna de ser salvada". Durante la fatal batalla de Superman contra Doomsday, Irons intentó ayudar a Supermán a combatir la amenaza mortal al coger un martillo, pero fue enterrado en escombros en medio de la devastación. Poco después de la muerte de Supermán, finalmente despertó y se arrastró de los restos, confundido y diciendo que "debía detener a Doomsday".
Se recuperó, pero para descubrir que las pandillas en el centro de la ciudad Metrópolis (ahora sin oposición por Supermán) estaban luchando una devastadora guerra de pandillas utilizando BG-80 Toastmasters, una versión mejorada de su anterior diseño AmerTek. Irons creó y se puso un traje de armadura de poder en la memoria de Supermán para detener la guerra, así como las armas, que estaban siendo distribuidos por la Dra. Angora Lapin (también conocida como el Conejo Blanco), una exsocia y amante durante su Tiempo en AmerTek Industries. El "reinado de los superhombres" arco de la historia vio el aumento de cuatro "Supermen" que se diferenciaron entre sí con apodos anteriormente aplicado a Supermán; Acero fue referido como el "Hombre de Acero", que más tarde fue acortado a "Acero" por el propio Superman.
Aunque Acero nunca afirmó ser el "verdadero Superman", Lois Lane consideró seriamente la posibilidad de que fuera alguien que ahora estaba habitado por el alma de Supermán. Lois se encontró con los cuatro "Supermen" que aparecieron después de la aparente muerte de Superman, y mientras ella nunca llegó a la conclusión de que ninguno de ellos era el único Superman, ella mostró menos escepticismo de Steel que de los demás.

### Acero Serie solo
El acero fue hecho girar en una serie a solas, escrita por el cocreador Louise Simonson y más adelante por Christopher Priest, 1994-1998.
La serie comenzó con Acero dejando Metrópolis y regresando a Washington D. C., revelando que había pasado cinco años desde que se había ido. Creía erróneamente que sus viejos empleadores, AmerTek, ya no estarían interesados en él. Esto resultó ser falso cuando atacaron su casa. Entre este ataque y su conocimiento de que los Toastmasters estaban siendo utilizados ahora en las calles de D.C., reforjó su armadura (ahora era más fuerte que nunca); Él comenzó su cruzada contra AmerTek, que él sabía correctamente era responsable de la filtración de las armas en la calle. Steel decidió no usar el emblema "S", sin embargo, ya que sentía que su batalla podría sacarlo de la ley.
La familia de Steel fue introducida en esta serie: sus abuelos, Butter y Bess, su cuñada Blondell y sus cinco hijos: Jemahl, Natasha, Paco, Tyke y Darlene.
Las primeras aventuras de Acero lo enfrentaron contra AmerTek y contra las pandillas que usaban sus armas. Su sobrino, Jemahl, estaba involucrado en una de las pandillas, que él pensó le ofreció la protección. Sin embargo, estaba equivocado cuando las bandas se volvieron contra él para llegar a Steel. Tyke estaba paralizado por una bala destinada a Jemahl y Blondell fue asaltado. Steel eventualmente tomó AmerTek y las pandillas, y se centró en quién estaba ayudando a AmerTek a distribuir las armas. Esto lo llevó a localizar a un grupo llamado Black Ops, dirigido por el villano Hazard.
Acero se unió brevemente con Máxima, que estaba todavía en la Tierra en ese momento y trabajando con la Liga de la Justicia, para ayudarla con un señor de la guerra alienígena llamado De'cine. Durante este tiempo, Acero desarrolló la capacidad de teletransportar su armadura dentro y fuera de sí mismo. Al principio, parecía puramente reflejo (cuando estaba en peligro mortal), pero pronto comenzó a controlarlo mejor, aunque no tenía ni idea de cómo sucedió.
Acero continuó su batalla contra las Operaciones Negras de Hazard y contra el regreso del Conejo Blanco. Un cazarrecompensas llamado Chindi intentó derribar a Steel, pero después de darse cuenta de que Hazard estaba experimentando con niños, terminó siendo un aliado de Irons. Fue llamado fuera de la Tierra como parte del Supermán "Rescue Squad" cuando Supermán fue puesto en juicio por la destrucción de Krypton.
La tragedia golpearía a la familia Irons cuando regresara del espacio. Tyke, frustrado y enojado por su discapacidad, traicionó y dio la verdadera identidad de John Henry a los hombres que trabajaban con Hazard. Hazard desató un cyborg llamado Hardwire, quien abrió fuego contra la familia Irons. La mayoría de ellos recibieron heridas leves, aunque Butter fue herido gravemente. Los servicios de protección infantil vinieron a reclamar a Tyke y Darlene. Tyke fue mostrado más tarde para terminar en la custodia de Hazard. Hardwire luchó contra Acero en el Monumento a Washington, resultando en el suicidio de Hardwire. Acero tuvo que enviar su armadura para salvar su vida, lo que resultó en que su identidad secreta se revelara al mundo en general. Ccero fue capturado por Hazard, pero logró escapar. Steel recuperó un arma anti-materia llamada Annihilator, que había diseñado y ocultado años antes, para su enfrentamiento con Hazard. También aprendió en ese momento que podía teletransportarse, no solo su armadura. Él destruyó Hazard y su guarida, y aparentemente mató a tres soldados jóvenes de Hazard en la batalla.
Una vez que la identidad de Steel estaba fuera, su familia no tenía paz. Ellos fueron acosados por los vecinos y las turbas. Luego fueron atacados por el Doctor Polaris, Parásito y otros. La amada abuela de John Henry, Bess, fue asesinada y la familia se vio obligada a ocultarse, trasladada por un amigo de Acero llamado Double.
Steel se enteró de que los tres agentes de Black Ops no fueron verdaderamente asesinados. Ellos se unieron brevemente a él en la lucha contra una forma monstruosa, animada de su armadura que lo atacó. Steel especuló que la armadura cobró vida debido a su propia culpa y los extraños efectos de teletransporte. Logró desterrar al monstruo y recordar su verdadera armadura.
El título recibió una sacudida cuando Christopher Priest se convirtió en el escritor principal para la edición # 34. Steel se trasladó a Jersey City, Nueva Jersey con Natasha y comenzó a trabajar en el Garden State Medical Center. Él construyó un nuevo traje de armadura que fue significativamente menos potente que el anterior (pero presentó el regreso de un escudo "S" en él). Mientras estaba en Jersey City, se enfrentó con Dennis Samuel Ellis, residente en Garden State Medical y rival por los afectos de otro colega, Amanda Quick. El administrador del hospital y líder de pandillas Arthur Villain reclutó a Ellis para convertirse en su guardaespaldas personal. Dado un juego con varias armas ocultadas, Ellis adoptó el nombre "Skorpio" y se convirtió en un nemesis recurrente para Acero. Finalmente Acero se reunió con su hermano Clay, un sicario que todo el mundo asumió que había sido asesinado. Clay asumió el alias "Crash" y logró adquirir un par de botas de acero antes de entregarse para poder salvar a su hija Natasha cuando necesitaba una transfusión de sangre. La serie fue cancelada después de la edición # 52, que presentó a Steel en el hospital tras el desenmascaramiento de su anterior coordinador, el Dr. Villain (pronunciado "Will-hane").

### Choque de mundos
Durante la serie de crossover Worlds Collide entre DC y Milestone Media, Steel encontró su contraparte Milestone Hardware. Cada héroe cuestionaba las motivaciones del otro, Steel creyendo que Hardware era demasiado rebelde y Hardware creía que Steel era demasiado confiado e ingenuo.

### JLA Y los Hombres de Acero
Alrededor de la época en que se canceló la serie Acero, Acero fue reclutado como miembro de la Liga de la Justicia, debido a la preocupación de Batman de que la Liga ya estuviera en la cima de la competición y requería más pensadores. Durante su tiempo en la Liga, Acero jugó un papel crucial en la derrota de villanos como Prometeo y Abeja Reina. Incluso sirvió como líder del equipo de reserva - incluido La Cazadora, Barda, Plastic Man y Zauriel - abandonado en el presente durante la crisis de DC One Million. Después de la batalla contra Mageddon, él dejó de servir como un miembro a tiempo completo de la Liga, aunque permaneció en como miembro de apoyo durante bastante tiempo. También se convirtió en un miembro regular en los títulos de Supermán, trasladarse con Nat a Metrópolis para dirigir su propio taller allí, llamado "Steelworks". También reveló en este tiempo que había conocido la identidad de Supermán durante algún tiempo. Los dos se convirtieron en socios de una especie, y John Henry ayudó a Supermán a construir una nueva Fortaleza de la Soledad, aunque mantuvo algunos contactos con la Liga de la Justicia, como se muestra cuando pudo contactar a Batman para ayudar a Supermán a encontrar a Lois Lane después de haber sido secuestrada por el Parásito.
Steel se retiró del servicio activo durante la guerra de Imperiex después de que él fue herido mientras que usaba el Aegis de la entropía, una armadura extranjera creada en el planeta malvado Apokolips; Casi consumió su "alma" después de que fue tomado por Black Racer mientras intentaba liberar Doomsday y usarlo contra Imperiex. Supermán finalmente se enfrentó a Darkseid en combate único con la ayuda del resto de la familia de Supermán, pidiendo solo que Darkseid liberara a Irons de la Entropía Aegis después de su derrota, a cambio de él nunca compartir los resultados de esta batalla con nadie, aunque tuvieron que acudir a Irons de regreso a la Tierra para recibir atención médica urgente, ya que fue restaurado en el mismo estado físico que había estado cuando fue puesto en la armadura, y se especuló que las lesiones le impedirían convertirse en acero de nuevo.

### Retirada
Durante su jubilación, Irons hizo un traje de armadura para su sobrina Natasha Irons, quien se convirtió en el nuevo Steel. Aunque ya no luchaba activamente contra el crimen, seguía siendo un importante aliado de Supermán. Usurpó involuntariamente la posición de Emil Hamilton como el gurú de la tecnología de Supermán, uno de varios desarrollos que condujeron al surgimiento de la Ruina.

### 52
John Henry Irons se puso su armadura una vez más a raíz de la Batalla de Metrópolis durante la Crisis Infinita. Junto con la mayoría de los héroes unidos de la Tierra, Steel ayudó a derrotar a la Sociedad Secreta de Super Villanos en Metrópolis, pero se convirtió en amargo con la vida y un narcisismo percibido dentro de la comunidad de superhéroes de la Tierra. Después del desastre, John cebo a su sobrina Natasha en una discusión en la que le impidió salir de Metrópolis para unirse a los. John se negó a dejarla ir y le ordenó que continuara recolectando todos los escombros en la ciudad, culminando en él destruyendo su armadura a pesar.
Más tarde identificó un cadáver recientemente descubierto como el de un Lex Luthor de un universo paralelo, Alexander Luthor Jr., exonerando al verdadero Lex Luthor de todos sus crímenes recientes.
Una semana después, en sus instalaciones Steelworks, John Henry parecía estar alucinando debido a los efectos de una toxina metabólica desconocida. Su carne parecía estar en medio de transformarse en metal justo antes de que el laboratorio explotara.
Tres días después, Steel, de nuevo con su armadura, fue llamado por el Doctor Medianoche para ayudarlo con los héroes heridos que regresaron del espacio después de la Crisis. Usó pseudocitos para ayudar en la recuperación de Mal Duncan.
Con la ayuda de Kala Avasti de Laboratorios S.T.A.R, John se enteró de que le habían inyectado una dosis pequeña de la nueva terapia exogénica de Lex Luthor, causando que su piel se transformara en acero inoxidable y de nuevo. Regresó a Steelworks para encontrar a Natasha intentando, y fracasando, construir un nuevo traje. Inconsciente de la verdad, lo acusó de hipocresía por aceptar el tratamiento exogénico de Lex.
Tres días y dos noches después, Irons apareció, transformado en un hombre de acero vivo (similar al personaje de la Legión de DC, Ferro Lad y al personaje de Marvel Coloso), en una fiesta celebrada por Lex Luthor. En una furia, atacó a Luthor, exigiendo ver a Natasha y amenazando o poniendo en peligro a cualquiera que se interpusiera en su camino. Sin embargo, pronto apareció la propia Natasha, para detener a John antes de que pudiera matar a Luthor. Natasha entonces soltó un golpe en el enfurecido Juan hasta que recuperó los sentidos. Admitió que Natasha tenía razón al impedir que matara a Luthor, pero sostuvo que tenía razón también. Luego le pidió a Natasha que "renuncie, vuelva a casa". Natasha respondió golpeando a John repetidamente y enviándolo volando a la bahía de Metrópolis.
Reapareció varias semanas más tarde, después de haber construido un nuevo traje de armadura para Natasha, para compensar su comportamiento hacia ella, pero tuvo un colapso emocional al darse cuenta de que era demasiado tarde para reparar.
Más tarde regresó al servicio activo salvando vidas, y descubrió de Kala que la terapia exógena le permitía a Luthor quitarle los poderes que le había dado. Luego compartió sus sospechas con Los Jóvenes Titanes y un exsujeto de prueba que había sido despojado de sus poderes.
Investigando el Proyecto Everyman en el día de Acción de Gracias junto con el Doctor Medianoche, Chico bestia y Kala, John descubrió que su piel de metal se estaba desprendiendo y se dio cuenta de que la terapia exogégética otorgaba poderes solo por un tiempo limitado antes de que desaparecieran por completo.
En 52 Semana N. 40, después de la captura de Natasha por Luthor, Irons, con su armadura completa, llevó a los jóvenes Titanes -Raven, Chico bestia, Aquawoman y Offspring- en un asalto abierto a LexCorp. Después de derrotar a los guardias robot armado y Infinity Inc., Irons, con su armadura destruida, contrató a Luthor en la batalla. Pero Luthor, habiendo adquirido habilidades similares a las de Supermán, golpea a Irons. Natasha usó el mazo de hierros de Irons para crear un pulso electromagnético que cerró el exo-gen de Luthor, y John Henry lo derrotó.
En 52 Semana N. 47, John Henry y Natasha restablecieron Steelworks.

### Infinity Inc
Steel fue uno de los personajes principales de Infinity Inc. vol. 2, que debutó en septiembre de 2007. Un año después del final del Proyecto Everyman. Natasha está viviendo con su tío John Henry Irons y está en psicoterapia junto con Erik, quien se refiere a ella como "nuestra religión nacional" y Gerome. Otro paciente a largo plazo, el adolescente Dale Smith, ataca a su terapeuta y se da cuenta de sus poderes como un vampiro psíquico. Smith toma el nombre "Kid Empty". Aparentemente, un efecto secundario de la terapia exogénica es que una vez que el propio exógeno se suprime, las energías desatadas por la terapia permanece, reactivando el metageno de una manera diferente. Como resultado, Natasha se encuentra convirtiendo a una sustancia como niebla, McKenna gana la capacidad de duplicarse a sí mismo, y Storn gana un powerhouse, overconfident, alter ego femenino. El grupo obtiene nuevos miembros en Mercy Graves y Lucía, un sujeto Everyman que puede infligir dolor psíquicamente a otros. En el número 8, el equipo gana disfraces oficiales y nombres de código, e inicia su primera misión.
En el final muy solicitado para la serie, los Infinitors son secuestrados por el Club de Lado Oscuro, debido a la terapia de exogene, son impredecibles e indetectables por la tecnología Apokoliptan, y un comodín en la próxima Crisis Final. Irons se compromete a recorrer la Tierra por su sobrina.
En los últimos meses, John ha estado trabajando con Batman, Zatanna, Sr. Milagro, los hombres de Metal, y otros genios técnicos en la creación de un nuevo cuerpo para Tornado Rojo. Desafortunadamente, el programa Amazo infectó el nuevo cuerpo. Trabajando juntos, Batman y John usaron las puertas teleportadoras de la JLA para enviar a Amazo a un sol rojo, después de lo cual completaron un nuevo cuerpo para el Tornado Rojo.
Cuando El Rey Reloj se hace cargo del "Dark-Side Club" de Darkseid, "hereda" a los Infinitors encarcelados, así que, cuando finalmente se destruye el club del lado oscuro, la Señorita marciana envía un "correo cerebral" a Irons, quien viene a liberar a su sobrina, Finalmente se reúne con ella.

### Superman
John Henry Irons ha hecho múltiples apariciones en la serie regular de Superman de James Robinson. Es atacado por el villano Atlas y se vuelve comatoso. Mientras que en el hospital, su tecnología se utiliza para mantener el daño a Metrópolis de ser reparado. Él juega un papel en el acontecimiento de la guerra de Superman, donde él ayuda Superboy, el Guardián, y Natasha traen conspiración de Sam Lane. Él tiene una revancha con Atlas, a quien derrota.
Steel apareció más tarde como uno de los antiguos miembros de la JLA llamados a Washington D. C. con el fin de ayudar a perforar una cúpula de energía masiva que había encapsulado la ciudad. Después de una serie de intentos fallidos de perforar la cúpula, Steel sugiere a Superman que puede ser demasiado poderoso para que los héroes destruyan.

### Reinado de Doomsday
En enero de 2011, Steel apareció en un cómic de un solo disparo, escrito por el novelista de Doctor Who, Steve Lyons. Sean Chen fue inicialmente anunciado como el artista, pero debido a los problemas de programación, Ed Benes se hizo cargo de los deberes de arte. Steel se encuentra la única persona que puede defender a Metrópolis de un ataque de Doomsday. Durante la batalla, Doomsday desarrolla inexplicablemente armadura metálica y el poder del vuelo, contrarrestando las propias capacidades de Steel. Steel intenta inmovilizar Doomsday con nanites, pero rápidamente los supera, y lo golpea mal. Doomsday entonces recoge la forma propensa de Steel y vuela con él. Cuando Steel se despierta para encontrarse en una prisión dimensional con Superboy, Supergirl, Erradicator y Hank Henshaw, todos ellos capturados por Doomsday, especula que Henshaw fue incluido en el grupo para mantenerlos divididos y evitar que trabajen juntos para encontrar Una manera de escapar. Su posterior exploración de su prisión revela que en realidad fueron capturados por clones de Doomsday creado por Lex Luthor para distraer a los héroes de la Tierra mientras buscaba el poder del Black Power Ring, cada clon de Doomsday diseñado para eliminar al Superman que fue enviado después.

### Los Nuevos 52
En The New 52 (un reinicio del universo DC Comics), John Henry Irons aparece por primera vez en Action Comics de Grant Morrison como un joven científico que trabaja en el programa "Soldado de acero" del gobierno. Él retalia después de ver el maltrato de Superman por Lex Luthor (quien estaba bajo el mando del general Sam Lane para torturarlo). Ferros inmediatamente se cierra. Cuando John Corben continúa en un alboroto después de ponerse el traje "Metal 0" del gobierno, John Henry ayuda a Superman a luchar contra él usando su propia armadura de prototipo por primera vez, cargando un virus en el traje de Metal 0 que él diseñó específicamente para cerrar Que en caso de que el usuario va pícaro.
John Henry también aparece en Animal Man durante el crossover de Rotworld, donde ayuda a Buddy Baker cuando el mundo ha sido invadido por The Rot, la fuerza elemental de la decadencia.
Brainiac utilizó a Doomsday para infectar a Superman y distraer al mundo como Cyborg Superman y él mismo trató de robar las mentes de cada persona en la tierra. Steel se une a Lana Lang para ayudar a Superman y detener a Brainiac. Después Lana y John comenzaron a salir.
Acero es reclutado cuando Warworld aparece sobre la Tierra. Está asociado con Batgirl y secretamente insertado en el planeta con el fin de neutralizar su principal amenaza, un planeta agrietando el arma. Ellos logran hacerlo con momentos de sobra.

## Poderes y habilidades
John Henry Irons no tiene habilidades sobrehumanas; Sin embargo, es un inventor y un ingeniero extraordinario y un atleta natural que exhibe con frecuencia un grado impresionante de fuerza. Además, lleva un traje de armadura motorizada que le otorga vuelo, mayor fuerza y resistencia. Steel modificó su demanda muchas veces a lo largo de su carrera. El diseño inicial del "Hombre de Acero" estaba armado con una pistola de remache montada en la muñeca y el martillo (como el usado por su homónimo John Henry) que era omnipresente para la mayoría de sus diseños. El diseño original en su pectoral incluía una versión en metal de las insignias "S" de Superman en homenaje al héroe (temporalmente) fallecido, que Irons eliminó después del regreso de Superman. Dos diseños de armadura posteriores incorporaron un símbolo similar, pero diferente, "S". Un gran martillo es también un arma clave en el arsenal del traje. Su "martillo inteligente" más actual golpea más duro cuanto más lejos se lanza, es capaz de vuelo independiente y tiene un sistema de guía y análisis de computadora a bordo capaz de detectar puntos de tensión de un objetivo.
Cuando llevaba la Entropía Aegis, tenía una fortaleza y una durabilidad divina y podía agrandarse a tamaño gigante. También tenía la habilidad de volar debido a las alas de energía, podía viajar a través del tiempo y el espacio a voluntad, y podía disparar explosiones de energía que reducirían el blanco a sus elementos compuestos. Sin embargo, el Aegis lo hizo muy violento y poco a poco fue borrando su alma.
Durante el 52 evento, John Henry Irons fue alterado por el Proyecto Everyman y se había hecho compuesto de acero inoxidable debido a Lex Luthor manipulación de ADN de John sin el consentimiento de John. La fuerza y la durabilidad del acero estaban ahora en un nivel sobrehumano. Además, podría generar suficiente calor para convertir el fluido metálico (incluyendo su propio cuerpo, que luego puede escurrir de sí mismo en pequeñas cantidades). En 52 Semana 29, la piel de metal despegó completamente, dejándolo, de nuevo, un humano normal. Desde entonces ha vuelto a usar armadura motorizada de un diseño similar a su original "Man of Steel" armadura.

## Otras versiones

### DC: Nueva Frontera
En la Minisérie DC: The New Frontier, un hombre negro, John Wilson, toma el nombre de "John Henry", mientras que se puso una capucha negra asegurada por el lazo de un verdugo y produce un martillo en un intento de vengar a su familia, que Fueron asesinados por el KKK. Él mata a dos Klansmen e hiere a muchos más antes de ser herido; Mientras se esconde en un granero, es descubierto por una joven muchacha blanca. Entonces es asesinado por los Klansmen. John Henry Irons se ve en el epílogo cerca de la lápida de John Henry. Esto sirve para conectar aún más emocionalmente al héroe Steel y su homónimo al héroe popular.

### Kingdom Come
En los eventos de la serie Elseworlds Kingdom Come, Steel se considera que se ha unido a la facción de Batman, debido al exilio autoimpuesto de Supermán. Su traje ahora debe sus estilos a Batman, en lugar de Supermán, y lleva un hacha en forma de palo en lugar de su martillo.

### Hyper-Tensión
En la historia "Hyper-Tensión", en el cómic Superboy vol. 3 # 62, muestra un Acero en una realidad alternativa que se une a Black Zero, una versión adulta alternativa de Superboy (Kon-El) en una guerra por derechos clon.

### Steel: Crucible of Freedom
En un cuento de Elseworlds que aparece en Steel Annual # 1, "Steel: Crucible of Freedom", John Henry es un esclavo y un herrero que construye un traje de armadura para su maestro para luchar en la Guerra Civil. Sin embargo, como su amo no se sienta para las mediciones, Juan se ve obligado a ajustarse el traje a sí mismo, y lo utiliza para conducir a los esclavos en una revuelta cuando su hijo menor y los hijos de los otros esclavos se ahogan debido a la negligencia del Supervisor. El epílogo de la historia cuenta cómo, después de años pasados luchando por la libertad de sus compañeros esclavos y viajando por los Estados Unidos en expansión, este John Henry se convierte en el "hombre de acero" del folclore americano.

### Superman vs el Terminator: Muerte al Futuro
Superman se trasladó temporalmente al futuro del universo Terminator, donde encontró una versión más antigua de Steel que luchó junto a la resistencia de John Connor contra Skynet como uno de los últimos héroes disfrazados, Observando que muchos héroes murieron en el ataque de Skynet y él funcionó en sus los propios hasta el encuentro de la resistencia. A pesar de ser viejo en este punto, Steel seguía siendo tan inteligente como siempre, habiendo instalado su martillo con una unidad de activación por voz y anti-gravedad que le permitía llamarle el martillo en el caso de que fuera capturado, usando esta habilidad cuando él y El superhombre es capturado brevemente por Skynet.

### LJA/Vengadores
En el crossover LJA/Vengadores, Steel desempeña un papel secundario, desarrollando una batería para el Flash de modo que tenga acceso a sus poderes mientras está en el Universo Marvel - ya que la Fuerza de la Velocidad no existe en el Universo Marvel, el dispositivo de Steel permite a Wally Para "absorber" la energía de la fuerza de la velocidad mientras que él funciona en el universo de la CC que él puede utilizar cuando en el universo de la maravilla - aparecer más adelante en la Isla Paradise junto al flash para parar la visión, el mercurio y la Bruja Escarlata de adquirir el ojo malvado de Avalon. Luego participa en la lucha contra los secuaces de Krona en la batalla final, luchando contra los Atlantes junto a Namor, Beast, Plastic Man y Máxima.

## En otros medios

### Televisión

#### Animado
- John Henry Irons/Acero aparece en una serie ambientada en el Universo animado de DC. Esta versión carece del escudo y la capa de su contraparte de los cómics y maneja láseres montados en la muñeca en lugar de pistolas de remaches.
  - John Henry Irons ha aparecido en Superman: la serie animada, con la voz de Michael Dorn. Presentado en el episodio "Prototipo", trabaja como diseñador para LexCorp y tiene la tarea de crear un prototipo de armadura motorizada para la Unidad de Delitos Especiales del Departamento de Policía de Metrópolis. Sin embargo, el sistema de interfaz neuronal del traje tiene efectos psicológicos adversos en su usuario, el sargento Corey Mills. Animado por Superman, Irons trabaja para perfeccionar el traje con la ayuda de su sobrina Natasha. En el episodio "Heavy Metal", habiendo sido despedido de LexCorp, se convierte en el superhéroe Steel y ayuda a Superman a luchar contra Metallo. A Steel le falta la capa que adaptó de Superman después de salvar la vida de John en Superman: The Man of Steel # 19, y carece de su escudo "S" (aunque lleva una camiseta con un 5 en la parte delantera, un posible homenaje ). En su primer episodio "Metal Pesado", sus pistolas de remaches fueron reemplazados con láseres montados en el antebrazo.
  - Acero apareció en la serie animada Liga de la Justicia Ilimitada con la voz de Phil LaMarr. Él es visto como un miembro de la Liga de la Justicia ampliada. Hace su primera aparición como cameo en el primer episodio de la serie "Iniciación" como uno de los muchos personajes presentados, vuelve aparecer en el episodio "El regreso" como uno de los muchos héroes que intentan repeler la llegada de Amazo a la tierra, ayudando a Lex Luthor con Supergirl a ocultarse de Amazo, en el episodio "Ultimatum", hace una breve aparición sin ningún diálogo, durante el episodio "Corazón oscuro" ayuda junto con muchos héroes a evitar la propagación de una nanotecnología alienígena. Vuelve en la segunda temporada en el episodio "Cuestión de Autoridad" y "Punto Álgido" haciendo una breves apariciones sin habla, en el primero ayudando con Aztec a Superman, en "Pánico en el Cielo" Batalla junto con los miembros de la liga (a excepción de los miembros fundadores) a una orda de clones Ultimen liderados por Galatea (clon de Supergirl), en particular lucha directamente contra Galatea (quedando gravemente herido) tratando de evitar que esta sobrecarge el reactor de la Atalaya, luego es por visto como espectador entre la multitud en "Divididos Caeremos". Durante la tercera temporada hace breves apariciones sin ningún diálogo en los episodios "Hacia Otra Costa", "El Gran Robo de Cerebros", "Lejos del Hogar" y "El Destructor". Acero ha aparecido regularmente en la compañía de Superman y Supergirl.
- John Henry Irons/Acero aparece en Young Justice: Outsiders, con la voz de Zeno Robinson. Esta versión es miembro de la Liga de la Justicia.
- Acero aparecía originalmente en la segunda temporada de Justice League: Gods y Monsters Chronicles, antes de que la serie fuera cancelada.[33]
- John Henry Irons / Acero aparece en el episodio de Mis aventuras con Superman, con la voz de Byron Marc Newsome.[34]Introducido en el episodio "Fullmetal Scientist", esta versión es inicialmente el ingeniero principal de Industrias AmerTek antes de que Lex Luthor tome el control de la empresa, lo despida y confisque su traje mecánico de acero, que desarrolló para uso de los socorristas. En el episodio "My Adventures with Supergirl", Irons recuperó su traje para combatir la invasión de Metrópolis por parte de Brainiac.

#### Acción en vivo
- Una versión del universo alternativo de John Henry Irons aparece en la serie de acción en vivo de Arrowverso Superman & Lois, interpretado por Wolé Parks.[35][36] Presentado como "Capitán Luthor", esta versión es de una Tierra alternativa no identificada que fue devastada por un ejército de malvados kryptonianos diseñados por Morgan Edge de su Tierra y liderados por Superman. Además, Irons estaba casado con Lois Lane de su Tierra y tenía una hija llamada Natalie. Después de que Lois expuso la debilidad de los kryptonianos a la Kryptonita en las noticias, es asesinada por Superman. En respuesta, Irons y Natalie construyeron una armadura e incorporaron una I.A. (con la voz de Daisy Tormé) que tomó del Lex Luthor de su Tierra. Como no pudo reprogramar sus protocolos de reconocimiento, Irons se vio obligado a pasar por el "Capitán Luthor". Mientras prueba una nueva arma que podría matar a Superman, Irons es transportado a Tierra-Prime Smallville, es testigo de su Superman y comienza a cazarlo, creyendo que inevitablemente se volverá malvado. En el camino, Irons se encuentra con Tierra-Prime Lois Lane y lanza una investigación sobre Earth-Prime Edge con ella. Irons luego usa a Lane para organizar una reunión con Superman y lo golpea después de debilitarlo con llamaradas solares rojas. Mientras tanto, tras obtener las huellas dactilares de Irons para ver si estaba relacionado con Luthor, Lane deduce la identidad de Irons y une fuerzas con sus hijos, Jonathan y Jordan, para salvar a Superman mientras el Departamento de Defensa (DOD) toma a Irons bajo su custodia. Más tarde es liberado después de que Lane lo convence de perdonar a Superman cuando la instalación del DOD es atacada por uno de los kryptonianos de Edge. Irons deja Smallville para buscar la versión Tierra-Prime de su hermana, pero regresa cuando Lane lo contacta después de que Edge, revelado como el medio hermano de Superman, Tal-Rho, tiene la mente de Superman asumida por el General Zod. Después de que Lane revela que Superman es su esposo Clark Kent, Irons abandona su plan original de matarlo y lo convence con éxito de que expulse a Zod de su mente. Luego se une a Superman y los dos capturan a Tal-Rho y su asistente Leslie Larr. Como señal de su nueva asociación, Superman confía el armamento de kryptonita del DOD a Irons en caso de que se vuelva malvado nuevamente. En el final de la temporada uno, Irons y Superman juntos derrotan a Tal-Rho con Irons usando su martillo cinético, alimentado con energía solar, para dar el golpe decisivo. Cuando Irons está a punto de dejar Smallville, su hija aterriza en la granja de Kent en una embarcación. En la segunda temporada, Irons ayuda a Natalie a adaptarse a la nueva Tierra sin éxito hasta que Lane habla con Natalie antes de que ella y Irons se muden con la familia Kent.
  - Una imagen de Parks se usa para representar la versión Tierra-Prima de Irons, quien se dice que era un especialista en contrainsurgencia y fue asesinado en acción años antes.

### Película

#### Acción en vivo
- En 1997, se produjo un largometraje basado en esta versión del personaje. La película Steel protagoniza el jugador profesional de baloncesto Shaquille O'Neal en el papel protagonista y Judd Nelson como un nuevo villano llamado Nathaniel Burke. La película fue originalmente diseñada para ser un spin-off de la nueva película de Supermán que utilizó la historia de "Death of Superman" que introdujo por primera vez al personaje en los cómics. El proyecto languideció en el infierno de desarrollo durante tanto tiempo que el spinoff avanzó sin la película a la que se debía unir. La película (lanzada el 15 de agosto) fue considerada un fracaso tanto crítico como financiero. El acero fue producido por un valor estimado de $ 16,000,000 pero recaudó $ 1,686,429 en la taquilla.

#### Animado
- Un muy joven John Henry Irons aparece en la película de animación Liga de la justicia: La Nueva frontera leyendo un cómic cerca de la lápida de la versión "DC: The New Frontier" de John Wilson, también conocido como John Henry, película.
- John Henry Irons aparece en la Liga de la Justicia: Trono de la Atlántis, con la voz de Khary Payton. Se le ve manejando un martillo y se ve defendiendo a un colega de un atlante antes de que sea salvo por Supermán.
- Una versión alterna del universo de John Henry Irons aparece en Liga de la Justicia: Dioses y monstruos, nuevamente con la voz de Khary Payton. Él es representado como un científico que es un miembro de "proyecto de Fair Play" de LexCorp. John estaba discutiendo con los otros científicos involucrados (que consisten en Will Magnus, Michael Holt, Karen Beecher, Pat Dugan, Kimiyo Hoshi, Emil Hamilton, Thomas Morrow y Stephen Shin) antes de que todos sean asesinados por los Hombres de Metal con la excepción de Will Magnus (quien secretamente orquestó el ataque).

### Radio
- El productor de radio británico Dirk Maggs produjo una serie de radio Supermán para la BBC Radio 5 en los años noventa. Cuando apareció la historia de la "Muerte de Superman" en los cómics, Maggs presentó una versión muy fiel, aunque muy recortada de la historia, que incluía a Stuart Milligan como Clark Kent / Supermán, Lorelei King como Lois Lane y William Hootkins como Lex Luthor. John Henry Irons fue interpretado por el actor de cine Leon Hebert, que coincidentemente apareció como reportero en la primera película de Tim Burton Batman. El arco de la historia fue empacado para su venta en casete y CD como Superman: Doomsday y más allá en el Reino Unido y como Superman vive! en los EE. UU.

### Videojuegos
- Acero es un personaje principal en el juego de Beat 'em up "The Death and Return of Superman" para el Super NES y Génesis.
- Acero aparece en el videojuego 2002 Superman: El hombre de acero, expresado por Billy Brown.
- Acero aparece en el MMORPG DC Universe Online expresado por Ken Thomas.
- En la precuela de Injustice 2, se revela que John Henry murió cuando el Joker metió la bomba en Metrópolis. Su sobrina Natasha se convirtió en el nuevo personaje en portare el nombre de "Acero" en su lugar. Cuando el presidente electo le preguntó si se sentía cómoda usando el símbolo de Supermán después del impacto que el régimen dejó en el planeta, Natasha le dice que es el símbolo de su tío y que ella lo usa por él.[37]